# JW Marriott Panamá
JW Marriott Panamá (anteriormente The Bahia Grand Panamá, y hasta marzo de 2018, Trump Ocean Club International Hotel) propiedad del inversionista Fintiklis es un rascacielos de uso mixto de 284 metros y 70 plantas, ubicado en el sector de Punta Pacífica, Panamá.
Desde septiembre de 2018, el edificio es gestionado por JW Marriott.

## Construcción
Se construyó en una parcela frente a la playa con vistas del océano Pacífico y la bahía de Panamá, en el distrito de Panamá en el área de Punta Pacífica. corregimiento de San Francisco.  
El hotel se inauguró en julio de 2011 y costó US$ 430 millones. Fue el primer proyecto de la Organización Trump en Latinoamérica. En 2018, sus dueños le ganaron una disputa legal a Donald Trump y su nombre fue retirado del edificio.

## Características
El edificio tiene 369 habitaciones en su interior, incluyendo 47 suites, tres restaurantes y bares, dos piscinas, siete salones de conferencias y un club de playa privado en la Isla Viveros.
Fue el edificio más alto de América Latina hasta la construcción de la Gran Torre Santiago en Santiago de Chile.

## Expulsión de la Organización Trump
En marzo de 2018, tras una larga disputa entre la Organización Trump y su socio comercial Orestes Fintiklis, ambos propietarios y accionistas del edificio, el Juzgado Segundo del Circuito Civil de Panamá ordenó la salida del equipo de ejecutivos de Trump de las instalaciones por malas prácticas financieras, según indicó el veredicto de la juez María Victoria Valdés, por lo que quedaba disuelto el contrato que cedía la administración del complejo hotelero hasta el año 2031.